# Port lotniczy Bogande
Port lotniczy Bogande – międzynarodowy port lotniczy położony w Bogande, w Burkina Faso.